# 潘新簡
潘 新簡（はん しんかん、Pān Xīnjiǎn、1820年 - 1869年）は、清末のスイ族の蜂起の指導者。
貴州省茘波県出身。スイ族の貧しい家庭に生まれ、武芸を好んだ。1855年3月、九阡で群衆を集めて蜂起した。8月に羅光明・潘阿六らのミャオ族軍と連合して、3度にわたって茘波県城を攻撃した。1856年には都勻を、1857年には独山を攻めた。1860年に4度目の茘波県城攻撃を行った。1861年には貴州省に進入した太平天国軍と連携し、雲梯・火砲を取り入れ、茘波県城を陥落させた。
その後、潘新簡は九阡に根拠地を築き、輔徳王を称し、元帥を封じ、県令を任命した。1865年、4万人の兵を率い、太平天国の李文彩軍と連携し、独山と茘波の境で清軍を破り、翌年に再び茘波県城を陥落させた。1867年、広西省に進入したが広西提督馮子材の反撃に遭い、九阡に撤退した。1869年、清朝は広西省と貴州省の兵を動員して、2カ月の激戦の末に九阡は陥落した。潘新簡は捕らわれて桂林で処刑された。